# Обрезка растений
Обрезка растений — частичное или полное удаление частей культурных растений с определённой целью. Производится либо укорачиванием ветвей и побегов, либо их вырезкой (прореживанием). При вырезке ветви удаляются целиком, а не только концы, как при укорачивании, при этом улучшается освещённость кроны. Обрезка растений влияет на их рост и плодоношение. Выбор способа обрезки зависит от её цели, обычно оба способа используются совместно. Степень обрезки может варьировать от прищепки увядших цветков и молодых побегов до удаления скелетных ветвей древесных растений. Одним из вариантов обрезки является обрезание старых стеблей у травянистых растений. Главными целями обрезки являются максимальное усиление декоративного эффекта или достижение оптимальной продуктивности. Обрезка комнатных растений должна сочетаться с интенсивным уходом, в том числе обильным поливом, подкормкой удобрениями и благоприятным освещением и температурой воздуха.

## Обрезка плодовых деревьев
По времени обрезки нет единого мнения: яблони и груши до выдвижения бутонов или до сокодвижения[уточнить]
Делать обрезку от больных или поражённых веток нужно по мере обнаружения, без задержек
Вишню и грушу не рекомендуют обрезать каждый год[уточнить]

### Молодых
Штамб — удаление почек от земли у карликовых сортов 30-40 см; у сильнорослых 50-60 см.
Каждый год можно обрезать деревья для формирования кроны.
Сучья обрезаются выше почек.
Направление последней почки напрямую связано с направлением роста ветви(ей): обрезание по почкам вниз делает его размашистым и с большим количеством почек. Направленные вверх ветви растут быстрее, но хуже плодоносят.
Также отмечают рекомендованные углы 45-65° от ствола для яблонь, но не для персиковых деревьев

### Формирующихся в кроне
- однолетний прирост у деревьев обрезают «на почку»[8]
- удаление трущихся и перекрещивающихся веток[почему?]
- удаление веток растущих внутрь кроны
- heading обрезка коротких веток до соответствующего малого количества плодов[9]
- обрезка «на перевод»[8][10]

### Сформировавшихся
- осветление «хороших» и плодоносящих веток от малых веток-затенителей;
- удаление веток от 2-6 килограмм с предварительным подпилом снизу (для предотвращения задира коры, который может способствовать заболеваниям);
- удаление мелких побегов на стволе до двух метров как часто не плодоносящих и мешающих при сборе;
- удаление больных или мёртвых веток[11].

Крупный срез обязательно замазывают масляной краской (лучше переносит зиму) для предотвращения попадания влаги (и гниению древесины с образованием дупел). Утверждается вредность садового вара при определённых условиях[кем?][уточнить].
Нецелесообразно оставлять большие пеньки, которое дерево не сможет зарубцевать.
Также нужно не отпиливать кольцевой наплыв.